# Albufeira
Albufeira là một đô thị thuộc quận Faro, Bồ Đào Nha. Đô thị này có diện tích 141 km², dân số thời điểm năm 2001 là 31543 người.